# Барсаниха
Барса́ниха — деревня в Пестовском муниципальном районе Новгородской области России входит в состав Устюцкого сельского поселения.
Деревня расположена на Валдайской возвышенности, на юго-западе Пестовского района.

## Экономика
В Барсанихе действуют: СХК колхоз «ВОСХОД», предприятия торговли: магазин Райпо № 46, магазин Туманова Н.А ООО «СеТО».

## Образование и культура
В Барсанихе есть муниципальное образовательное учреждения для детей дошкольного и младшего школьного возраста «Начальная школа — детский сад», также есть библиотека и дом культуры.

## Здравоохранение
Действуют фельдшерско-акушерский пункт.

## Транспорт и связь
Деревня расположена с южной стороны автодороги Р8 (Боровичи — Пестово). Существует автобусное сообщение с административным центром района — городом Пестово и областным центром — городом Великий Новгород, а также со вторым по величине городом Новгородской области — Боровичами:
1. маршрут № 259, Пестово — Великий Новгород;
2. маршрут № 208, Пестово — Боровичи;
3. маршрут № 107, Пестово — Погорелово;
4. маршрут № 121, Пестово — Улома;
5. маршрут № 122, Пестово — Погорелово

В Барсанихе есть почтовое отделение ФГУП «Почта России», почтовый индекс — 174523;